# Tłuczań
Tłuczań is een dorp in de Poolse woiwodschap Klein-Polen. De plaats maakt deel uit van de gemeente Brzeźnica (powiat wadowicki).